# Dragon Ball
Dragon Ball (ドラゴンボール Doragon Bōru?) este o serie manga Japoneză scrisă și ilustrată de Akira Toriyama. A fost serializată în Weekly Shōnen Jump din 1984 până în 1995, iar cele 519 capitole individuale au fost publicate în 42 volume tankōbon de către Shueisha. Inspirată de romanul chinezesc Journey to the West, seria urmărește aventurile lui, Son Goku de la copilărie până la bătrânețe. Seria manga este licențiată pentru America de Nord de Viz Media, în Regatul Unit de Gollancz Manga, și în Australia și Noua Zeelandă de Chuang Yi.
Dragon Ball a fost adaptată în trei serii anime diferite, șaptesprezece filme animate de lung metraj, un joc de cărți Dragon Ball Z Collectible, și un număr mare de jocuri video. Un film de acțiune a fost în producție încă din 2002 și a fost lansat în 2009.

## Subiectul
Un băiat cu coadă de maimuță numit Son Goku este găsit de către un expert al artelor marțiale și crescut ca nepotul acestuia. Într-o zi, în timpul unei luni pline, Goku se transformă într-o gorilă gigantică și își ucide accidental bunicul adoptiv, dar mai târziu nu are nici o amintire a acestui lucru. Câțiva ani mai târziu, Bulma, pornită în căutarea celor șapte Bile Dragon pentru a-și avea dorința îndeplinită de dragonul ce apare, îl întâlnește pe Goku, care locuiește singur cu Bila Dragon cu patru stele pe care o prețuiește ca pe bunicul său. Goku decide să o însoțească pe Bulma în călătoria sa, iar pe drum, întâlnește și se împrietenește cu mulți artiști marțiali, trece prin antrenamente riguroase și diferite programe educaționale, încercări și răufăcători, participând adesea la turneul Tenka-ichi Budōkai.
Odată ce seria progreseză, Goku crește într-un adult, iar primul său copil, Son Gohan trece prin întâmplări similare. În timp ce Goku evoluează, la fel și rivali săi, inclusiv Piccolo și Vegeta, unii transformându-se din personaje negative în pozitive. Goku însăși moare și reînvie de un număr de ori, devenind cel mai puternic supererou din univers.

### Diferențe în seria anime
Ambele serii anime Dragon Ball și Dragon Ball Z se bazează pe seria manga originală Dragon Ball. Dragon Ball urmărește aventurile lui Goku din timpul copilăriei până cînd devine un tânăr adult și se căsătorește; cuprinzând arcele care conțin cele mai multe elemente umoristice și fantastice. Dragon Ball Z preia povestea la cinci ani după finalul Dragon Ball, introducându-l pe fiul lui Son Goku și noi inamici, mult mai puternici. Dragon Ball GT este continuarea Dragon Ball Z, dar nu se bazează pe seria manga scrisă de Toriyama.
Conținutul filler a fost folosit pentru a completa seria din mai multe motive; în cazul lui Dragon Ball Z, acest lucru se întâmpla deoaarece seria anime rula paralel cu seria manga, și nu se putea ca anime-ul să ruleze înaintea seriei manga deoarece Toriyama încă scria la aceasta.
Compania din spatele anime-ului, Toei Animation, a creat ocazional povești secundare pentru a explica unele lucruri, sau pentru a extinde seria. Conținutul secundar nu vine numai în forma unor povești secundare; uneori luând forma unor atacuri noi într-o luptă. De exemplu, multe scene din anime sunt prelungite, conținând scene lungi cu un singur personaj, sau mai multe, care durează uneori un episod întreg sau chiar se întind pe episoade multiple pentru o singură luptă. Deoarece seria anime a fost forțată să extindă 12-14 pagini de imagini și text din manga în 20-22 minute de animație, aceste schimbări au fost introduse pentru a completa durata unui episod și pentru a permite scenariștilor seriei să dezvolte alte aspecte ale universului seriei. Arcele: Garlic Junior arc, dintre Saga Freeza și Sega Cell, și arca Afterlife Tournament, dintre Saga Cell și Saga Majin Buu, sunt exemple ale acestui lucru.
Dragon Ball GT este ultima serie anime produsa de Toei Animation, insa aceasta nu este bazata pe seria manga care a fost incheiata cu Saga Majin Buu. Akira Toriyama a fost responsabil doar pentru crearea personajelor principale si alte mici amanunte pentru aceasta serie.

## Tematici
La miezul ei, Dragon Ball conține elementele filosofice des întâlnite în Weekly Shōnen Jump precum "prietenie, luptă, și victorie." Odată ce povestea devine orientată din ce în ce mai mult pe acțiune, protagoniști trec printr-un ciclu nesfârșit de lupte, victorii, înfrângeri, învățarea de lucruri noi, și apoi o reîntoarcere la luptă. Odată cu progresia poveștii, eroii continuă acest ciclu folosind dispozitive miraculoase pentru a atinge viață după moarte, continuându-și luptele, eroul reînviat continuând să-și învingă inamicii, și să învețe lucruri noi.

## Producție
Dorind să se depărteze de influențele Vestice comune în celelalte serii ale sale, Akira Toriyama a decis sa creeze o serie manga care este modelată după romanul Chinezeasc clasic Journey to the West. În încercarea de a crea Dragon Ball, Toriyama a dezvoltat una dintre seriile sale manga one shot, Dragon Boy, care a fost inițial serializată în Fresh Jump și publicată într-un singur volum tankōbon în 1983. A combinat această lucrare cu stilul comic folosit în seria sa de succes de șase ani Dr. Slump cu o intrigă bazată mai mult pe acțiune. Conținea și scene care îl omagiază pe faimosul actor de arte marțiale Jackie Chan.
Creând personajele feminine din serie, Toriyama nu a dorit să deseneze "femei slabe" deoarece simțea că nu este un lucru interesant. De aceea, femeile din serie nu sunt numai "frumoase și sexi", dar și "puternice". Totodată a decis să se opună convenției cum că cel mai mare personaj e cel mai puternic, cei mai puternici din personajele Dragon Ball' având staturi mici, inclusiv protagonistul, Goku. În final, el a dorit să spună o poveste "neconvențională și contradictorie".

## Media

### Manga
Scrisă și ilustrată de Toriyama, Dragon Ball a fost inițial serializată în anthologia manga Weekly Shōnen Jump începând cu 1984. Seria s-a sfârșit în 1995 când Toriyama s-a simțit epuizat și a hotărât ca are nevoie de o pauză. Cele 519 capitole individualeau fost colectate de Shueisha într-o serie de 42 volume tankōbon. Primul tankōbon a fost publicat pe 10 noiembrie, 1985, iar ultimul pe 4 august, 1995. În 2004, seria manga a fost republicată într-o colecție de 34 volume kanzenban, care conțin un final puțin modificat, coperți noi, și artă colorată din timpul publicării în Weekly Shōnen Jump.
Compania de distribuție Viz Media a lansat toate cele 42 de volume în engleză în America de Nord. Viz a denumit volumele de la șaptesprezece la patruzeci și doi ale seriei manga Dragon Ball Z, similar cu adaptarea anime a acestor volume, pentru a reduce confuzia eventualilor cititori. Ambele serii manga și-au început publicare în Martie 2003. Ultimul volum al primei parți a fost lansat pe 3 august, 2004, pe când ultimul al celei de-a doua părți a fost lansat pe 6 iunie, 2006. Din iunie 2008, Viz a început republicarea ambelor serii manga într-un format wideban denumit "VIZBIG Edition", care colectează trei volume individuale într-unul singur, mai voluminos. Viz include coperțile originale ale capitolelor publicate în Weekly Shonen Jump într-o secțiune numită "Title Page Gallery" la sfârșitul fiecărui volum.

#### Crossovers
Un an și jumatate în Dragon Ball, Toriyama a inclus câteva din personajele și locațiile creației sale anterioare, Dr. Slump într-un capitol special. Toriyama și Eiichiro Oda au cooperat pentru a crea Cross Epoch, un singur capitol care unea Dragon Ball și seria de succes a lui Oda One Piece. Acest singur capitol a fost publicat pe 25 decembrie, 2006 în Weekly Shōnen Jump.

#### Neko Majin Z
Original o ediție unică care poartă o mică asemănare cu celelalte serii ale lui Toriyama, primul capitol al Neko Majin a apărut în Weekly Shonen Jump în aprilie 1999 (WJ #22-23). Deși există unele similarități, nu a devenit o parodie adevarată la Dragon Ball, până la apariția Neko Majin Z, care continea personaje din seria mai sus amintită. Din 2005, seria s-a încheiat cu opt capitole (dintre care cinci parodii Dragon Ball). Aceste capitole au fost incluse într-un pachet stil "kanzenban" publicat în Japonia pe 4 aprilie, 2005.

### Serii anime

#### Dragon Ball
Datorită popularității seriei manga Dragon Ball, seria a fost adaptată în trei serii de televiziune de către Toei Animation. Prima, denumită simplu Dragon Ball, a avut premiera în Japonia pe postul Fuji Television la 26 februarie 1986 fiind difuzată până pe 12 aprilie 1989. Conținând 153 episoade, acoperă primele 16 volume din cele 42 volume ale seriei manga.
Societatea Română de Televiziune a cumpărat licența seriei anime, aceasta fiind dublată în limba română și difuzată la sfârșitul anilor 90 pe postul TVR2.

#### Dragon Ball Z
Odată cu sfârșitul Dragon Ball, Toei Animation a lansat rapid o a doua serie, Dragon Ball Z (ドラゴンボールZ(ぜっと) Doragon Bōru Zetto?, abreviată DBZ). Povestea începe de unde s-a încheiat prima serie, Dragon Ball Z fiind adaptată după ultimele douăzeci și șase volume ale seriei manga. A avut premiera în Japonia pe postul Fuji Television pe 26 aprilie 1989, preluând ora de difuzare a predecesorului său, fiind difuzate 291 episoade până la finalul seriei pe 31 ianuarie 1996.
Ca și în cazul primei serii anime, SRTV a cumpărat licența DBZ.  Seria s-a încheiat prematur după doar 127 episoade. 

#### Dragon Ball GT
Produsă de către Toei Animation, Dragon Ball GT (ドラゴンボールGT Doragon Bōru Jī Tī?, G(rand) T(our)) a avut premiera pe postul Fuji TV pe 2 februarie 1996, fiind difuzată până pe 19 noiembrie 1997. Spre deosebire de primele două serii, nu s-a bazat pe seria manga originală Dragon Ball. Deoarece nu a fost capabilă să păstreze "magia" primelor două serii, a avut doar 64 episoade.
Premiera serialului Dragon Ball GT a fost început pe Animax în limba română.

### Filme anime
- Curse of the Blood Rubies
- Sleeping Princess in Devil's Castle
- Mystical Adventure
- The Path to Power
- Dragon Ball Z: Dead Zone
- Dragon Ball Z: The World's Strongest
- Dragon Ball Z: The Tree of Might
- Dragon Ball Z: Lord Slug
- Dragon Ball Z: Cooler's Revenge
- Dragon Ball Z: Return of Cooler
- Dragon Ball Z: Super Android 13!
- Dragon Ball Z: Broly - The Legendary Super Saiyan
- Dragon Ball Z: Bojack Unbound
- Dragon Ball Z: Broly Second Coming
- Dragon Ball Z: Bio-Broly
- Dragon Ball Z: Fusion Reborn
- Dragon Ball Z: Wrath of the Dragon
- Dragon Ball Z: Battle of Gods
- Dragon Ball Z: Ressurection of F
- Dragon Ball Super: Broly
- Dragon Ball Super: Super Hero

### Jocuri video
Seriile Budokai Tenkaichi pentru PlayStation 2 au intrat in categoria best-seller-urilor anului 2006 , iar ca proiect pentru Pc se anunta jocul MMO "Dragon Ball Online" , pentru 2008 , actiunea petrecandu-se la 3000 de ani distanta de cele intamplate in serial . Jocul a fost licentiat si semnat oficial de Toei Animation Japan , si va fi lansat in japoneza .
"Dragon Ball Z Earth Special Forces (ESF)" este doar un fan-made , un joc neoficial Dragon Ball , MOD pentru Half-Life .

### Soundtrack-uri
Openings:
- "Dragon Ball" (Dragon Ball , ep. 1 - 153)
- "Cha-La , Head Cha-La !" (Dragon Ball Z , ep. 1 - 200)
- "We got power" (Dragon Ball Z , 201 - 291)
- "Dragon Ball GT" (Dragon Ball GT , ep. 1 - 64)

### Film acțiune
Un film Cantonez, adaptare după serie, Dragon Ball: The Magic Begins, a fost lansat în China în 1989. Considerat o versiune de "prost gust" a poveștii de către critici, intriga are în centru un grup de eroi, conduși de "Monkey Boy" (Son Goku) încercând să îl oprească pe King Horn să folosească "Perlele Dragonului" (Dragon Balls) pentru a cuceri lumea.
În Martie 2002, 20th Century Fox a obținut drepturile pentru franciza de filme Dragon Ball și a început producerea unui film de acțiune American intitulat Dragonball. Ben Ramsey a fost ales pentru a crea un scenariu bazat pe Dragon Ball Z. Produs de directorul James Wong și Stephen Chow, filmul este programat a fi lansat în Statele Unite pe 8 aprilie 2009.

### Cărți de artă
Sunt două carți companion ale seriei, denumite Dragon Ball GT Perfect Files, lansate în Mai 1997 și December 1997 de Jump Comics Selection a editurii Shueisha. Acestea includ informații despre serie, ilustrații, behind-the-scenes information, și multe altele. Au fost republicate în Aprilie 2006 și această ediție este publicată în continuare.

## Recepție
Dragon Ball este una din cele mai populare serii manga din toate timpurile, fiind citită și în ziua de azi. Până în 2000, mai mult de 126 milioane de copii ale volumelor tankōbon au fost vândute numai în Japonia. Din 2007, acest număr a ajuns să treacă de 150 milioane. Este una din cele mai "importante curente manga" susținut de o poveste fără final. popularitatea sa imensă a dus la extinderea continuă a seriei, prin dezvoltarea universului poveștii, și folosirea de dispozitive miraculoase care ajută personajele să trișeze moartea. Călătoria lui Goku și creșterea puterii sale au ca consecință faptul că personajul câștigă "admirația tinerilor băieți de pretutindeni".
Într-un studiu făcut de Oricon în 2007, pentru un eșantion de 1,000 de persoane, Son Goku, personajul principal al seriei, a fost clasat pe primul loc ca "Cel mai puternic personaj Manga al tuturor timpurilor". Alți artiști manga, precum creatorul seriei Naruto, Masashi Kishimoto și al seriei One Piece, Eiichiro Oda, au afirmat că Goku a fost o inspirație pentru personajul principal al propiilor serii, precum și pentru structura seriei.
Când TV Asahi a făcut un poll online "top o sută cele mai bune anime", Dragon Ball s-a clasat pe locul doisprezece.